# Literatura islandesa
La literatura islandesa és la literatura escrita a Islàndia, tant en islandès com en nòrdic antic.

## Literatura antiga

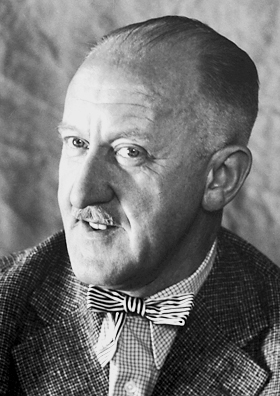
Halldór Kiljan Laxness el 1955.

La literatura islandesa comença amb les narracions medievals de transmissió oral lligades a la seva mitologia. Destaca l'Edda poètica, un conjunt de poemes sobre mites escandinaus, la poesia escàldica (gestes heroiques similars a la poesia trobadoresca europea però amb més càrrega històrica) i les sagues, el gènere en prosa que agrupa històries de personatges coneguts de la cultura dels vikings. Tot i que la majoria de composicions són anònimes, es coneix algun nom propi com el de Bragi Boddason.
Durant els segles de l'Edat Moderna a Islàndia s'escriuen sobretot refundicions i continuacions de les històries medievals, així com himnes religiosos (per exemple els Passíusálmar) i poemes populars. La Il·lustració va comptar amb representants com Eggert Ólafsson o Magnús Stephensen, però la majoria d'obres del període són traduccions d'altres idiomes.

## Literatura moderna
Amb el Romanticisme l'islandès va viure un auge similar al d'altres llengües fins aleshores poc escrites i es va produir una renovació total de la seva literatura. Els autors van seguir les tendències europees del romanticisme (com els poemes de Bjarni Thorarensen o Benedikt Gröndal) i el realisme (Stephan G. Stephansson o les sàtires de Gestur Pálsson).
Al segle xx destaquen les figures de Gunnar Gunnarsson i de Halldór Kiljan Laxness, guanyador d'un Premi Nobel, durant la primera meitat i Tómas Guðmundsson després de la Segona Guerra Mundial. Dins del teatre, sobresurt l'aportació de Matthías Jochumsson. Molts autors escriuen les seves obres en danès o alternant els dos idiomes.